# Левик Сергій Юрійович
Сергíй Ю́рійович Ле́вик (справжнє ім'я: Ізраїль Юліанович; *28 листопада 1883 — †5 вересня 1967) — український оперний співак-баритон, музикознавець, перекладач з французької та німецької мов і педагог єврейського походження.

## Біографія
Народився 28 листопада 1883 року у місті Біла Церква Васильківського повіту Київської губернії Російської імперії (тепер — Київська область України).
З дев'яти років жив у Бердичеві (тепер — райцентр Житомирської області).
З 1901 року — займався перекладацькою діяльністю.
З 1907 року — навчався на київських Вищих оперних і драматичних курсах Михайла Медведєва.
З 1908 по 1923 рік — концертував.
Під час Першої світової війни — учасник громадської організації «Союз міст»
З 1909 року — у Санкт-Петербурзі, де виступав як соліст у місцевих театрах. Зокрема, до 1912 року — у опері Народного дому. З 1912 по 1916 — у Театрі музичної драми. Гастролював у Воронежі, Мінську, Вільно, Харкові (1910), Києві, а також на Північному Кавказі, у Криму. Одночасно від 1913 року працював як рецензент у періодичній пресі.
З 1917 року — член правління Союзу сценічних діячів та член правління видовищних підприємств.
З 1922 року — голова Комісії з допомоги безробітнім.
З 1929 по 1939 рік — кореспондент парижського журналу «Le Ménestrel» у СРСР.
Один із організаторів Профспілки працівників мистецтв (Росмис).
До 1930 року — голова Драмсоюзу.
З 1938 по 1939 рік — викладач сценічної майстерності в Ленінградській консерваторії.
Брав участь у роботі ленінградського відділення Спілки композиторів СРСР.
Помер 5 вересня 1967 року у Ленінграді.

## Творчість
Мав гнучкий, сильний голос широкого діапазону; акторський талант. Прагнув розкрити не лише вокальний аспект, а й психологічний зміст виконуваних творів.
Виконав більше 30 оперних партій. Серед партнерів по оперній сцені — Лідія Липковська, Леонід Собінов, Федір Шаляпін.
На концертах з особливим успіхом виконував романси Модеста Мусоргського.
Понад 60 партій Левика записані на грамплатівки (фірми «Пате», «Зонофон», «Лірофон», «Орфеон», РАОГ).
Виконавчий талант Левика високо цінував Фелікс Блуменфельд, Олександр Глазунов, Володимир Дранішніков, Іван Єршов, Йосип Лапицький, Микола Малько та інші.
Автор книги спогадів про багатьох українських оперних співаків «Записки оперного співака» (рос. «Записки оперного певца»), яка вийшла у 1955 році.
Автор наукових праць із питань вокального виконання, публікацій у радянській і західній пресі, лібрето опер (зокрема, «Сірано де Бержерак» Бориса Асаф'єва, «Світанок» Данила Френкеля), перекладів із французької та німецької мови на російську лібрето 70-ти опер (зокрема, «Трубадур», «Дон Карлос», «Бал-маскарад», «Отелло» Джузеппе Верді, «Кармен» Жоржа Бізе, «Саломея» Ріхарда Штрауса, «Турандот» Джакомо Пуччині), оперет («Казки Гофмана» Жака Оффенбаха), словесного ряду ораторій («Пори року» Йозефа Гайдна, «Самсон», «Іуда Маккавей» Георга Фрідріха Генделя), поетичних текстів романсів, оповідань, тощо (частину з них опубліковано у газеті «Киевская мысль» у 1901-1905).

## Репертуар
- Борис Годунов у однойменній опері
- Володимир Галицький (партію підготував за 1 день), князь Ігор у «Князі Ігорі»
- Кочубей, Мазепа у «Мазепі»
- Онєгін у «Євгенію Онєгіну»
- Роберт в «Іоланті»
- Демон у однойменній опері
- Фігаро в «Севільському цирульнику»
- Ріґолетто в однойменній опері
- Жермон у «Травіаті»
- Амонасро у «Аїді»
- Клінгзор у «Парсіфалі»
- Валентин у «Фаусті»
- Тоніо у «Паяцах»
- Скарпіа у «То́сці» та інші